# Ferratella

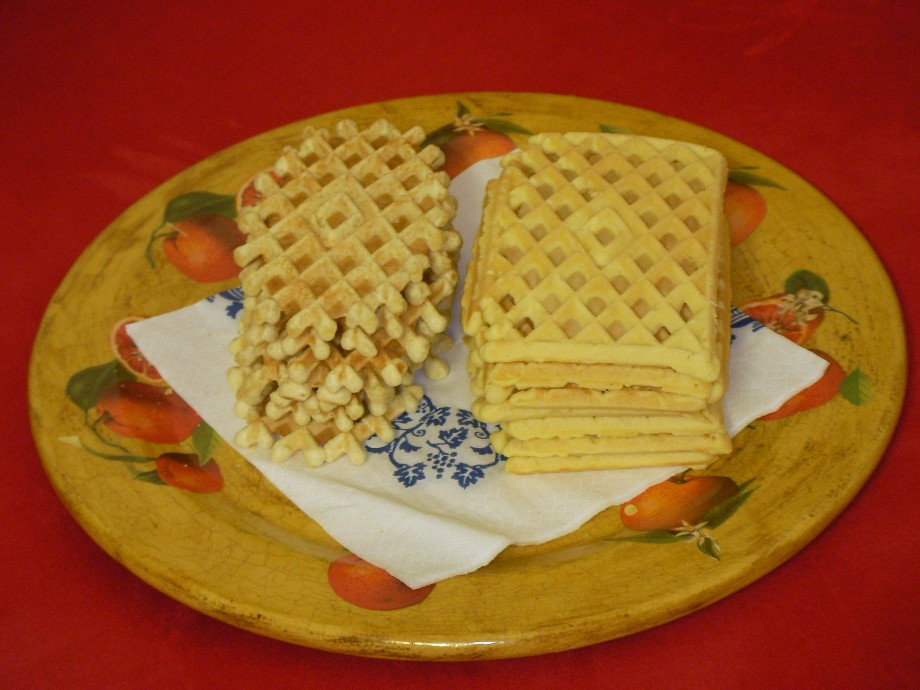
Pizzelle o ferratelle de Atessa.

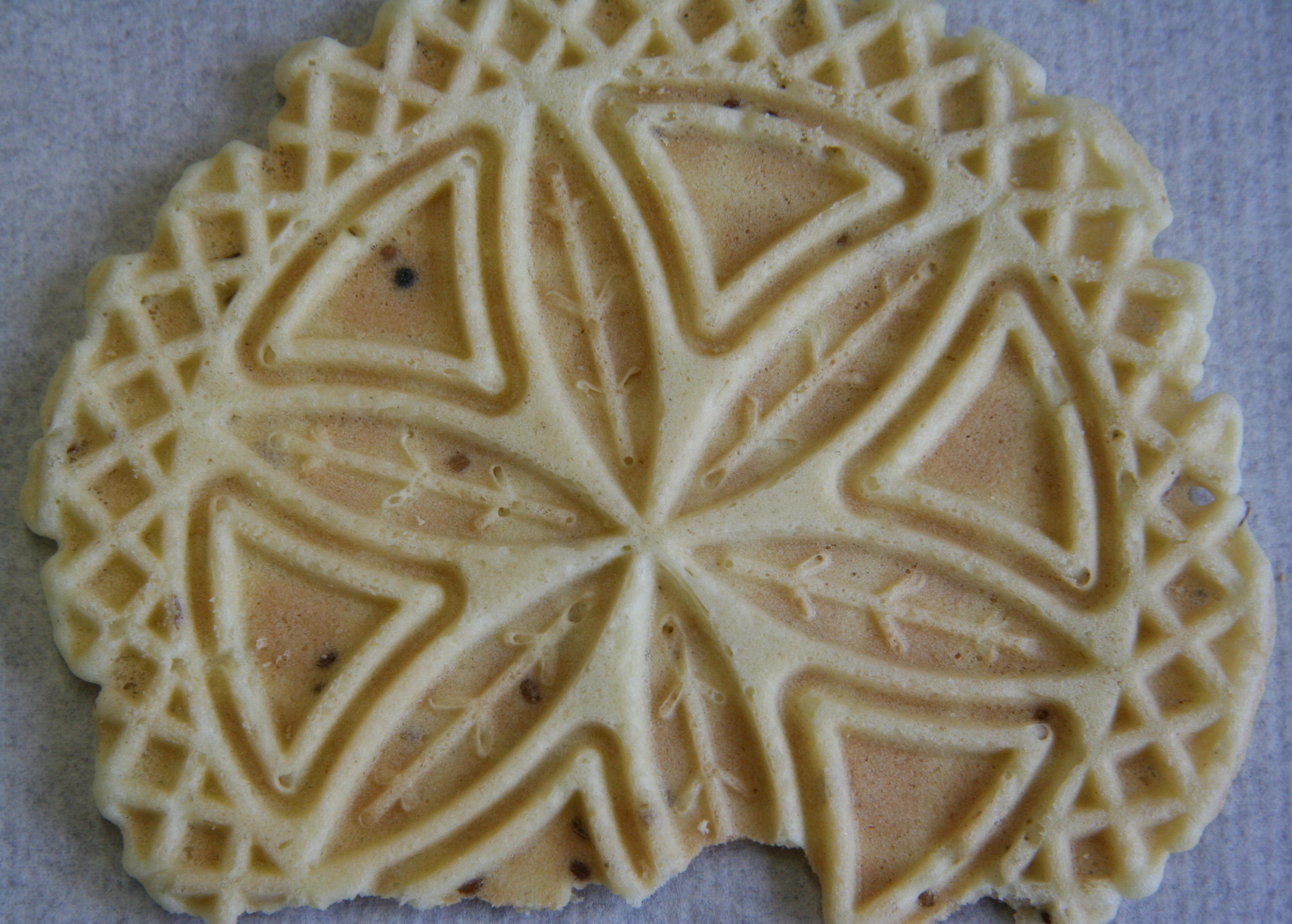
Pizzelle de anís.

Una ferratella o pizzella (también escrito ferratelle o pizzelle), es una galleta dulce con huevo, parecido a un barquillo u oblea. Es una preparación tradicional italiana elaborada con harina, huevo, azúcar, mantequilla o aceite vegetal, y algún aderezo (a menudo vainilla, anís o piel de limón). La ferratella puede ser dura y crujiente o blanda y masticable dependiendo de los ingredientes y la forma de preparación. En Argentina también son conocidas como Nebolas, principalmente en la zona de Berisso, La Plata y Ensenada.  En Molise también pueden llamarse cancelle.
La pizzella es originaria de la región de los Abruzos, en el centro-sur de Italia. Su nombre procede de la palabra pizze (‘redondo’, ‘plano’), siendo conocida como ferratelle en el Lacio y Molise. Muchas otras culturas han desarrollado una receta similar (por ejemplo, el krumkake noruego). Se sabe que es una de las galletas más antiguas, y se cree que procede del antiguo crustulum romano.
La masa se introduce en una plancha de barquillos, que es parecida a una gofrera. Ésta se sujeta sobre la cocina, si bien existen también modelos eléctricos. Típicamente, la plancha imprime un dibujo de copo de nieve en ambos lados de la ferratella, que se cocina hasta dorarla y queda crujiente cuando se enfría. También puede encontrarse ya preparada en comercios.
La pizzella es popular en Navidades y Semana Santa. También se encuentra a menudo en las bodas celebradas en Italia, junto a otra repostería tradicional como el cannoli. Es frecuente elaborar un emparedado con dos barquillos o pizzelle, untándolos con crema de cannoli (requesón mezclado con azúcar) o de avellana. La pizzelle también puede enrollarse mientras está caliente con la ayuda de un palo para crear conchas de cannoli.